# Relaciones México-Níger
Las naciones de México y Níger establecieron relaciones diplomáticas en 1975. Ambas naciones son miembros de las Naciones Unidas.

## Historia
México y Níger establecieron relaciones diplomáticas el 6 de noviembre de 1975. Los vínculos se han desarrollado principalmente en el marco de foros multilaterales. 
En noviembre de 2010, el gobierno de Níger envió una delegación de 23 miembros para asistir a la Conferencia de las Naciones Unidas sobre el Cambio Climático de 2010 en Cancún, México.

## Misiones Diplomáticas
- México está acreditado ante Níger a través de su embajada en Abuya, Nigeria.[3]
- Níger está acreditado ante México a través de su embajada en Washington D. C., Estados Unidos.[4]